# Claremore
Claremore és una ciutat dels Estats Units a l'estat d'Oklahoma. Segons el cens del 2007 tenia 17.200 habitants.

## Demografia
Segons el cens del 2000, Claremore tenia 15.873 habitants, 6.283 habitatges, i 4.165 famílies. La densitat de població era de 509,4 habitants per km².
Dels 6.283 habitatges en un 33,6% hi vivien nens de menys de 18 anys, en un 49,6% hi vivien parelles casades, en un 12,4% dones solteres, i en un 33,7% no eren unitats familiars. En el 29,7% dels habitatges hi vivien persones soles el 13,8% de les quals corresponia a persones de 65 anys o més que vivien soles. El nombre mitjà de persones vivint en cada habitatge era de 2,43 i el nombre mitjà de persones que vivien en cada família era de 3,02.
Per edats la població es repartia de la següent manera: un 26,7% tenia menys de 18 anys, un 9% entre 18 i 24, un 27,6% entre 25 i 44, un 19,8% de 45 a 60 i un 16,9% 65 anys o més.
L'edat mediana era de 36 anys. Per cada 100 dones de 18 o més anys hi havia 86,1 homes.
La renda mediana per habitatge era de 34.547$ i la renda mediana per família de 45.810$. Els homes tenien una renda mediana de 36.227$ mentre que les dones 21.742$. La renda per capita de la població era de 17.853$. Entorn del 8,9% de les famílies i l'11,9% de la població estaven per davall del llindar de pobresa.

## Poblacions més properes
El següent diagrama mostra les poblacions més properes.